# Bernardo Francés Caballero
Bernardo Francés Caballero (Madrid, 14 de abril de 1774 - Burdeos, 13 de diciembre de 1843) fue un eclesiástico español, de tendencia absolutista y luego carlista, que fue arzobispo de Zaragoza.

## Biografía
Hijo del librero acomodado Valentín Francés Caballero y Verde-Soto y de su mujer María Matet y Torres de quienes ya recibió una educación orientada a la religión convirtiéndose en sacerdote a los dieciséis años.
Estudió con los dominicos de Santo Tomás de Madrid Filosofía y Teología, graduándose, licenciándose y doctorándose en teología en la Universidad de Alcalá con grado nemine censorum discrepante.
Fue propuesto por Fernando VII, de quien era íntimo amigo, para ocupar la sede arzobispal de Urgel en 1817. 

Se dice que pasando un dia el rey Fernando VII por la calle del Arenal observó que las gentes se agrupaban en las puertas de la Iglesia de San Ginés, luchando por entrar en el templo. Curioso el rey, entró él también y oyó predicar a D.Bernardo Francés, entonces en el púlpito, quedando tan prendado de su predicación, que, a muy poco le nombro para el Obispado de Urgel
Florencio Jardiel, Canónigo de San Ginés

A pesar de no haber ejercido tal encargo, se le considera como arzobispo titular. Al triunfar el pronunciamiento de Rafael del Riego en 1820 y comenzar el Trienio Liberal, se exilió a Francia y al crearse la Regencia de Urgel (1821), se adhirió a ella y le cedió una parte de su palacio episcopal. Además cooperó económicamente a la fortificación de la Seo de Urgel. Al restaurarse la monarquía absoluta por el ejército de Luis Antonio de Borbón en 1823, publicó varios escritos antiliberales y fue recompensado con el arzobispado de Zaragoza en 1824. 
Fue un partidario decidido de la restauración de la Inquisición y formó parte del grupo de eclesiásticos que esperaban el advenimiento al trono del infante Carlos María Isidro de Borbón, hermano de Fernando VII —dada la falta de hijos del monarca—, y al suceder el pleito sucesorio del infante con la princesa Isabel, se convirtió en uno de los primeros clérigos carlistas.
En 1835 estalló un motín que exigía la salida de Francés y Caballero del arzobispado de Zaragoza, por presunto hostigamiento a clérigos liberales de Aragón. Temeroso de perder la vida, se exilió en Francia, donde murió años más tarde.
Remodeló la Capilla de San Braulio de El Pilar, donde fueron enterrados sus restos al trasladarse a España. La capilla posee en lo alto su blasón heráldico y su sepulcro lo labró Rafael Sandro en colaboración con Justo Peyo. Se encuentra en el muro lateral derecho.

## Obras (incompleto)
- Colección de documentos que manifiestan la conducta del obispo de Urgel en orden á las innovaciones en materias eclesiásticas hechas por las Cortes de Madrid en la segunda época del régimen constitucional Toulouse: Impr. de Juan Mateo Douladoure, 1823.
- Nos D. Bernardo Francés Caballero... Á los venerables párrocos, vicarios y demás cooperadores nuestros... Aunque por una de nuestras circulares del mes de abril anterior os comunicamos para su cumplimiento el real decreto de fecha de 12 del mismo mes, en que se mandaba esplicar la Constitución de la monarquia española... Barcelona: por Juan Francisco Piferrer..., 1820.
- Al clero y pueblo de su diocesi Zaragoza : Impr. de Miedes, 1830